# La cameriera nera
La cameriera nera è un film commedia del 1976 diretto da Mario Bianchi.

## Trama
Il maggiore Galeazzo, il cancelliere Enea, il portiere Placido, il giornalista Antenore e altri ancora vivono in un condominio di città. Tutti sono attratti dal fascino morboso di Mariolina, prorompente cameriera veneta. Ma ben presto Aminta, cameriera di colore dal fascino esotico, la spodesterà irrimediabilmente.